# Großer und Kleiner Arber mit Schwarzeck
Großer und Kleiner Arber mit Schwarzeck este o arie protejată (arie de protecție specială avifaunistică — SPA) din Germania întinsă pe o suprafață de 3.546,24 ha, integral pe uscat.

## Localizare
Centrul sitului Großer und Kleiner Arber mit Schwarzeck este situat la coordonatele 49°07′00″N 13°05′57″E / 49.1167°N 13.0992°E.

## Înființare
Situl Großer und Kleiner Arber mit Schwarzeck a fost declarat arie de protecție specială avifaunistică în septembrie 2006 pentru a proteja 13 specii de animale.

## Biodiversitate
Situată în ecoregiunea continentală, aria protejată nu include niciun habitat protejat.
La baza desemnării sitului se află mai multe specii protejate de  păsări (13): minunița (Aegolius funereus), cocoșul de mesteacăn (Bonasa bonasia), Charadrius morinellus, barză neagră (Ciconia nigra), ciocănitoare cu spate alb (Dendrocopos leucotos), ciocănitoare neagră (Dryocopus martius), Falco peregrinus peregrinus, muscar (Ficedula parva), ciuvică (Glaucidium passerinum), ciocănitoare de munte (Picoides tridactylus), ciocănitoare verzuie (Picus canus), Prunella collaris,  cocoș de munte (Tetrao urogallus).